# Häradsösjön (Kävsjö socken, Småland)
Häradsösjön är en sjö i Gnosjö kommun i Småland och ingår i Lagans huvudavrinningsområde. Häradsösjön ligger i Store Mosse Natura 2000-område.